# 旺达·娜拉
旺达·娜拉（西班牙語：Wanda Nara，1986年12月10日—），阿根廷模特兒，电视节目主持人，阿根廷足球运动员马克西·洛佩斯及毛罗·伊卡尔迪的前妻。